# 苑裡房裡順天宮
24°26′07″N 120°38′48″E / 24.435146°N 120.646624°E
苑裡房里順天宮，是位於臺灣苗栗縣苑裡鎮房裡里的媽祖廟，為苗栗縣歷史建築，其媽祖稱為「城內媽祖」。

## 歷史
房裡原為道卡斯族蓬山八社的房裡社所住。雍正元年（1723年）左右，毛、游、李、蔡、陳、郭等六姓泉州墾民渡船至房裡。苑裡原有蓬山慈和宮，由於泉漳械鬥，房裡居民在咸豐六年（1856年）在房裡城南門內另建一座媽祖廟，即苑裡房里順天宮。
此廟的基地雖小，但建材都是唐山運來的福杉。其媽祖神像、千里眼、順風耳、神桌等，都是過去中國大陸直接運來。昔日廟前廣場還作為市集，廟方設有公秤以作廟祝收入。隨房裡溪河道變遷、土地公港淤積，加上光緒二年（1876年）房裡城大火，當地隨之蕭條，被新興的苑裡市街逐漸取代。
1980年代，廟方將房裡溪官義渡示禁碑豎至廟前。
除了正殿前的牌樓是後來加蓋之外，正殿和偏殿皆是該宮原貌。今廟身左廂房就是早期南門口的城牆處。2010年10月登錄為歷史建築，由議員劉秋東向縣府爭取整修經費。2011年6月3日，縣長劉政鴻等人勘查整修工程，應允補助200萬元修繕。該年12月起著手整修屋瓦屋脊、抽換屋梁、修補牆面、基腳及重新粉刷，2012年11月完工，12月9日舉安座典禮。
廟前本來分立兩棵老榕樹，其中一棵受褐根病感染，2015年因蘇迪勒颱風倒下。

## 祭祀
此廟為房裡、新復、西勢等里的信仰中心。所主祀的媽祖稱為「城內媽祖」，與稱為「城外媽祖」的苑裡慈和宮媽祖相對，旁祀有玄天上帝與神農大帝。
每年擇日前往新港奉天宮刈火進香。
住附近的議員劉秋東母親劉郭屘是此廟的信徒，以樂善好施聞名鄉里。